# North Maine Woods

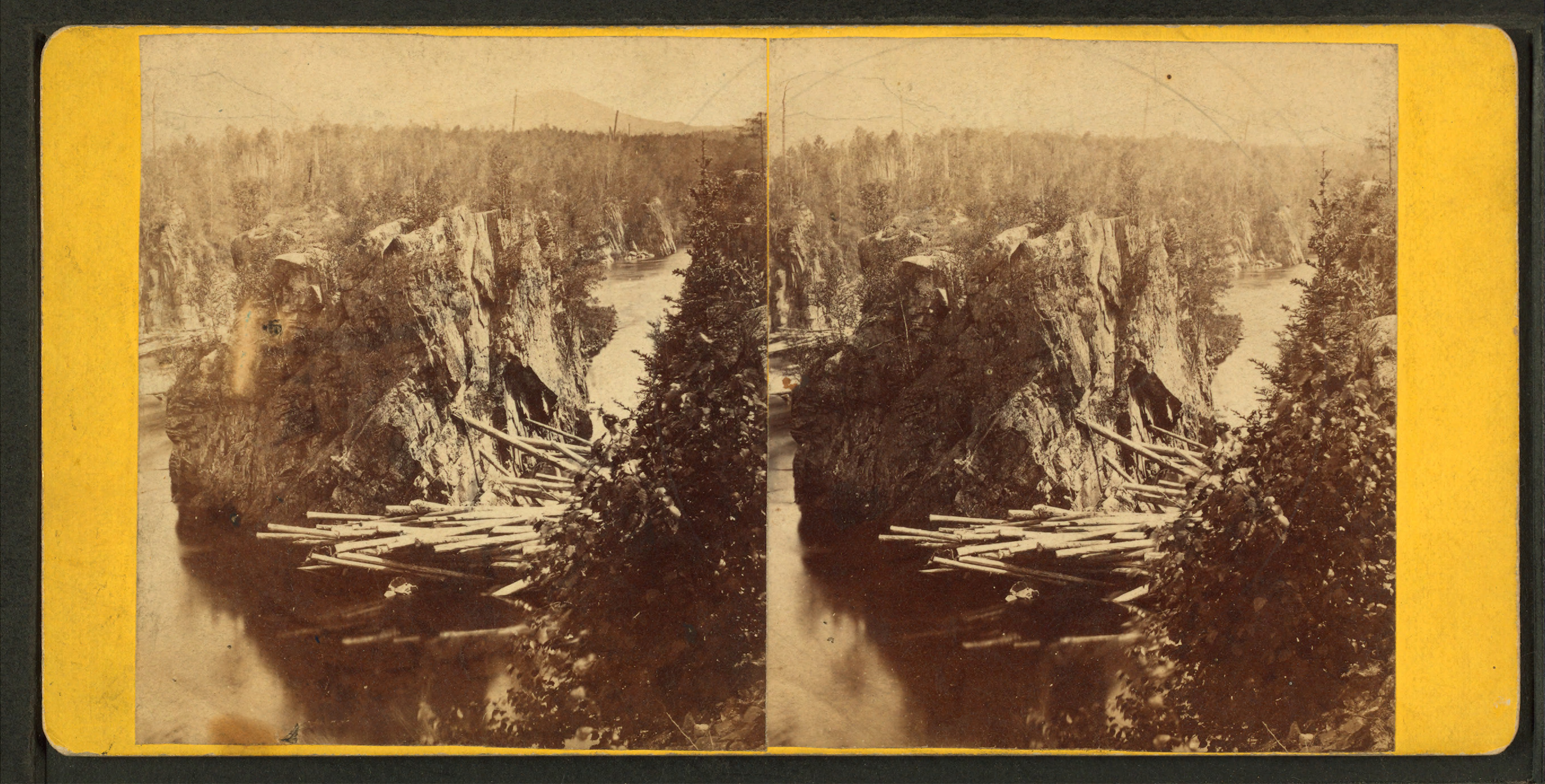
Embâcle lors de la drave à Ripogenus Gorge en 1870.

Le North Maine Woods (sigle : NMW) est la zone géographique située au Nord de l'État de Maine, au Nord-Est des États-Unis, au sud de la frontière du Québec et à l'Ouest de la frontière du Nouveau-Brunswick.
Cette région peu peuplée est administrée par une combinaison de propriétaires (particuliers et entreprises) et des organismes gouvernementaux. Cette région est divisée en 155 cantons non constituées en société au sein de la zone de gestion NMW.
La région couvre plus de 3 500 000 acres2 (14 000 km2) de terres forestières bordées par le Canada à l'Ouest et au Nord. Au début du XXe siècle, le NMW était desservi par des tronçons de transport ferroviaire des sociétés : Canadien Pacifique, International Railway of Maine au Sud; et la Bangor et Aroostook Railroad, branche Ashland à l'Est.
Cette région comprend à l'Ouest le comté d'Aroostook et dans le Nord les comtés de Somerset, Penobscot et Piscataquis. Une grande partie de la forêt est actuellement détenue par les sociétés de coupes forestières spécialisées dans le bois d'œuvre, notamment Seven Islands Land Company, Plum Creek, Maibec, Orion Timberlands et J.D. Irving. La propriété des lots forestiers change de mains assez fréquemment.
Les principales activités économiques sont la coupe du bois pour produire la pâte de papier et le bois d’œuvre, ainsi que les activités récréotouristiques tels la chasse, la pêche et les autres loisirs de plein air.
Cette région comporte deux rivières sauvages du Nord-Est des États-Unis : le fleuve Saint-Jean et la rivière Allagash. Le “Maine Woods North” entoure complètement le Allagash Wilderness Waterway.

## Histoire
Les premières activités de colonisation européenne de la Nouvelle-Angleterre et des provinces atlantiques actuelles du Canada se sont faites le long de la côte Atlantique. Certains colons se sont concentrés sur la pêche et la construction navale, tandis que d'autres ont défriché les forêts pour les convertir en terres agricoles. Les arbres des forêts défrichées fournissaient le bois pour la construction des maisons, des granges et des navires, afin de soutenir l'industrie de la pêche et le commerce européen.
Comme les forêts côtières ont été effacées, les colons se sont déplacés vers l'intérieur des terres le long des grands fleuves à partir du fleuve Hudson jusqu’au fleuve Saint-Laurent situé au Nord. Les premiers colons qui se sont établis sur des lots de terres intérieures ont passé les courts étés à cultiver afin de produire des denrées alimentaires et les longs hivers à couper les arbres. Le bois coupé qui excédait les besoins nécessaires à la construction des structures agricoles pouvait être dravé et vendu aux scieries en aval.
Les villes comme Bangor (Maine) située sur le fleuve Penobscot et Saint-Jean (Nouveau-Brunswick) située sur le fleuve Saint-Jean se sont développées à la tête de navigation où les scieries transformaient les billots en bois d'œuvre et les chantiers navals fabriquaient des navires.
Avant l’arrivée des chemins de fer, l'investissement industriel dans ces villes dépendait des ressources forestières pouvant être transportées par flottaison sur les rivières. La concurrence pour les forêts du bassin versant supérieur du fleuve Saint-Jean s’est développée dans les années 1830 lorsque le groupe Bangor a acheté des terres contenant des lacs supérieurs et en dérivant le cours de la rivière descendant vers le lac Chamberlain pour la faire plutôt descendre via la rivière Penobscot. Cette compétition a été résolue par le traité de Webster-Ashburton donnant le contrôle à l'État du Maine de ce qui est devenu le « Maine Woods Nord ».

## Faune
Le « Maine Woods North » fait partie de New England-Acadian forests (en français : « Les forêts acadiennes de la Nouvelle-Angleterre »), une écorégion. Ils sont principalement des territoires forestiers mixtes constitués de feuillus et de conifères du nord, une grande partie plantée artificiellement après la récolte par les différents propriétaires. Les principales espèces d'arbres sont sapinière, épinette noire et cèdre blanc avec de plus petits nombres d'épinette blanche, bouleau jaune, bouleau à papier, tremble, pin blanc d'Amérique, aulne rugueux, pruche du Canada et frêne noir
Les mammifères de la région comptent le cerf de Virginie, orignal, ours noir, lynx roux, coyote, renard roux, martes pennanti, loutre, vison, martes, belette, castor, porc-épic, rat musqué, écureuil roux et lièvre d'Amérique.
Les oiseaux communs comprennent moucherolle à côtés olive, bruant à gorge blanche, canard branchu, paruline masquée, chevalier grivelé, viréo aux yeux rouges, merle d'Amérique, plongeon huard, martin-pêcheur d'Amérique, petit garrot, moucherolle tchébec, coulicou à bec jaune, grive des bois, harle, mésange à tête noire, geai gris, gélinotte huppée et tétras. Il y a des saisons officielles de chasse pour le tétras, les cerfs et les ours, avec un système de loterie géré par l'État pour l'attribution des licences chasse à l'orignal. Char y compris omble de fontaine, touladi, et des populations isolées de truite dos bleu sont les poissons les plus répandus dans les rivières et les lacs. Les populations de moustiques, de simuliidae, de chrysops (dite "mouches à chevreuil") et de cécidomyie peuvent être importantes de la fin du printemps jusqu'à l'automne. Les « Maine North Woods » comportent également des espèces menacées tels le lynx du Canada, aigle chauve et Furbish pédiculaire, une plante rare qui se trouve uniquement dans la vallée du fleuve Saint-Jean. Les animaux qui ont disparu de la forêt au cours de la colonisation européenne comprennent caribou et loup gris.

## Folklore
Au début du XIXe siècle, les coupes des bois du Nord du Maine employaient les autochtones Malécites, les colons anglais de la côte atlantique, les Canadiens français de la vallée du fleuve Saint-Laurent et quelques ouvriers non qualifiés recrutés dans les grandes villes de l’Est. Une mythologie unique a évolué dans les camps de bûcherons éloignés dans l’initiation de nouveaux employés ou des tentatives par des groupes en compétition pour dominer le marché du travail d'extraction des ressources forestières. Deux oiseaux ont acquis une signification particulière. Les geais gris peu farouches suivaient les bûcherons à travers les bois dans l'espoir de voler de la nourriture non surveillée, mais ne sont pas menaçants parce qu'ils étaient soupçonnés d'être les esprits des bûcherons décédés. Certains Canadiens français quittaient le travail si un hibou blanc avait été vu décoller d'un arbre, car ils croyaient qu'il était un fantôme venu les hanter jusqu’à ce qu’ils quittent cette partie de la forêt.
Créatures mythiques des bois du nord
- Razor-skins était un humanoïde immortel ayant des os de tibia pointus et une soif pour les liqueurs durant la période de prohibition dans l’État du Maine. Les nouveaux employés d'un camp ont été encouragés à laisser un contenant de whisky de la marque Bangor à l'extérieur de la porte de leur camp par une nuit de pleine lune. Si le contenant était retrouvé vide le lendemain matin, "Razor-skins" pourrait utiliser son rasoir en tibia pointu pour abattre un arbre pour le nouvel homme. Il y avait des histoires de nouveaux employés pris dans les bois par "Razor-skins" et scalpés ou autrement mutilés après avoir décliné à offrir le tribut coutumier.
- Will-am-alones était un écureuil - comme des créatures roulant en petites boules le lichen poison, et les déposant sur les paupières ou dans les oreilles des hommes endormis. Les boules de lichen étaient réputées causer les maux de tête et des hallucinations visuelles le jour suivant. Les effets semblaient plus évidents chez les hommes qui avaient consommé de l'alcool illégal.
- Windigo (ou «diable amérindien») a été décrit comme un énorme humanoïde sombre avec une voix ressemblant aux gémissements du vent dans les branches de pin, mais connu seulement par ses traces dans la neige. Chaque empreinte est de 60 cm de long et ressemblant à une empreinte de raquette à neige avec une tache rouge dans le centre où le sang avait coulé à travers un trou dans son mocassin. Certains craignaient de traverser ces pistes craignant que Windigo scellerait leur destin.
- Ding-ball était un cougar dont la dernière queue commune était en forme de boule et nue de cheveux et de la chair. Ding-ball aimait la chair humaine et chantait avec une voix humaine pour attirer les imprudents sortant de leurs camps dans la nuit où il les attendait dans l'obscurité pour casser leurs crânes avec sa queue.

## Parc national proposé
« Americans for a Maine Woods National Park » (les Américains pour un parc national dans le Maine Woods), un groupe d'intérêt qui comprend des scientifiques, des éducateurs, des écologistes et des célébrités, pousse à transformer en parc national un territoire de plus de 3 200 000 a2, une zone plus grande que Yellowstone et Yosemite combinés.
Le parc proposé est controversé parmi les résidents des territoires proposés et par ceux à proximité. Beaucoup d'entre eux craignent la délocalisation des industries traditionnelles et des activités récréatives à la suite de la création d'un parc. Les commissions du comté d’Aroostook, Piscataquis et Somerset ont voté contre la création du parc. Un groupe local, le « Maine Woods Coalition », a été organisé pour s’opposer à ce projet.
En février 2015, aucune action spécifique n'a été prise par le Congrès américain sur ce projet. Il a également été suggéré que Président Barack Obama utilise son pouvoir de Antiquities Act afin de désigner au moins une partie de la zone en tant que Monument national marquant ainsi une étape vers la création d’un parc national ; ce qui ne nécessite pas l'approbation du Congrès américain. La délégation du Congrès du Maine, à l'exception de Chellie Pingree (membre du Parti démocratique du Maine et qui représente le Sud du Maine), a exprimé de «sérieuses réserves» à propos d'une telle idée. Le gouverneur du Maine Paul LePage a aussi exprimé une forte opposition à l'idée, et a proposé une loi pour tenter de bloquer le transfert au gouvernement fédéral des terres visés pour un monument national. LePage a également ordonné au « Bureau du Maine des parcs et des Terres » (Maine Bureau of Parks and Lands) de rétablir et de maintenir l'accès à environ 2 500 acres de terres appartenant à l'État dans le parc proposé. Les partisans d'un parc, tout en concédant que l'État a le droit d'accéder à ses terres, a critiqué le mouvement comme un effort pour interférer avec les propriétaires privés de décider comment disposer de leurs terres.
Roxanne Quimby, qui possédait une grande partie de ce territoire a proposé de le faire transformer en parc national, en transférant le 23 août 2016, plus de 87 000 a2 de ses terres au Ministère de l'Intérieur des États-Unis. Bien qu'aucune annonce n’a été faite par le Service des parcs nationaux (National Park Service), il est largement admis que le transfert était un prélude à la création d'un monument national et pourrait être annoncé 25 août, lors du 100e anniversaire du Service des parcs nationaux.